# Consultor
Un consultor (del latín consultus que significa "asesoramiento") es un profesional que provee de consejo experto en un dominio particular o área de experiencia, sea mantenimiento, contabilidad, tecnología, publicidad, legislación, diseño, recursos humanos, ventas, arte, medicina, finanzas, relaciones públicas, comunicación, aprendizaje de lenguas extranjeras, psicología u otros. El consultor, como promotor de cambios, puede asumir dos funciones fundamentales: la de consultor de recursos y la de consultor de procesos.
La principal función de un consultor es asesorar en las cuestiones sobre las que posee un conocimiento especializado. Los consultores también poseen una especialización dentro de su actividad, ejemplo de esto es un consultor contable, con un nivel de especialización mayor en los aspectos relacionados con la contabilidad o economía en una empresa a diferencia de un consultor comercial, que a veces pueden poseer un conocimiento general pero no necesariamente profundo en algunas áreas.

## Características del consultor
1. Paciente:
Base del éxito del consultor dentro de la empresa: Se debe recordar que la paciencia es el principio de una buena relación entre el consultor y el cliente. Un cliente generalmente ya se encuentra impaciente, el consultor debe conservar la paciencia; debe permitir que la gente experimente con el consultor.
2. Objetivo:
No se debe perder en ningún momento el sentido de lo que se está haciendo. Los problemas y desacuerdos nos pueden hacer perder la visión y el objetivo de nuestra misión. Se debe siempre tener en cuenta hacia dónde va la principal contribución del consultor. Orientándose en procesos, no a funciones.
3. Independiente:
El consultor no es parte integrante de ninguno de los equipos de la organización, y puede ofrecer un punto de vista imparcial, comprometido solo con los grandes objetivos de la organización, más allá de los marcos de referencia (paradigmas) y los intereses particulares de las diferentes áreas. 
4. Analítico: 
La misión del consultor es identificar los límites y definirlos. Debe ver más allá de lo que se le pide. Su análisis tiene que tener en cuenta, entre otros aspectos:
- Identificación de: ¿Qué hago yo?, ¿Con qué herramientas dispongo?, ¿Qué es lo que hago mejor?, ¿Qué es lo que me falta aprender?

- ¿Dónde están los procesos de negocio? Un proceso de negocio: ¿Dónde se hace el dinero en la empresa?

- Tomar en cuenta el ambiente que rodea a nuestro cliente: clientes, proveedores, etc., y atacar todos los puntos posibles del problema.

- Aspectos psicológicos en tu cliente, considerar la viabilidad del trabajo en equipo, dar el enfoque de ser socios de negocio con nuestro cliente.

- Cuestiona siempre todo.

5. Específico:
No solamente se debe dar "que hacer", también se debe dar el cómo y el cuando hacerlo. Debes ser cuidadoso al dar tus opiniones y juicios de valor. Definir los límites de intervención del modelo.
6. Generador de alternativas:
El cliente espera que se le den alternativas. 
- Haz preguntas específicas sobre todos los aspectos de la empresa,

- Genera un modelo de intervención que te permita crear y proponer nuevos caminos y soluciones.

- Utiliza tu inventiva en las entrevistas con tu cliente para obtener la información que necesitas.

- Haz preguntas: tu cliente tiene la respuesta.